# Ramon Albert Peris
Ramon Albert Peris   (Paiporta, 1958 - València, 2002) fou un artista plàstic i pintor valencià.
Nascut a Paiporta, però criat a Alcoi, es traslladà novament a la casa familiar del poble —situada al carrer de la Florida— a l’inici dels seus estudis universitaris, on també instal·là el seu estudi de treball.

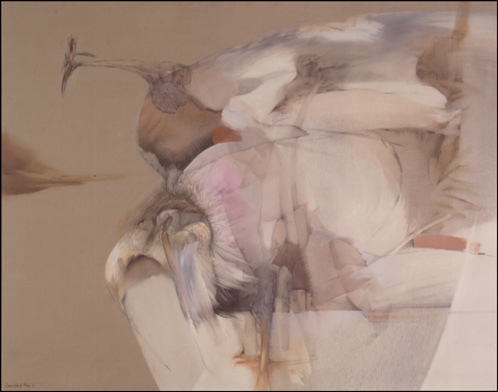
L'Atac - Ramon Albert Peris

Es graduà en Arts Aplicades, especialitat de Disseny Gràfic, a l’Escola d’Arts i Oficis de València, i es llicencià en Belles Arts, especialitat de pintura, a la Facultat de Belles Arts. De caràcter treballador, teòric i tímid, manifestava que el desencant davant el mercat de l’art el portà a una «deserció cap a ell mateix».
S’interessà especialment per les avantguardes històriques, l’expressionisme alemany i el dadaisme. Formà part del moviment creatiu dels pintors valencians dels anys vuitanta, juntament amb Adrià Pina, Pep Romero, Enric Solbes i Verdú, entre altres.

## Obra
La seua pintura interpreta el món a partir de codis propis de l’avantguarda històrica, amb l’ús d’objectes repetits en sèrie per treballar el color i la composició. Els motius recurrents inclouen:
- animals
- telèfons
- bicicletes
- jocs[3]

Treballà principalment amb oli, acrílic i collage, seguint la línia de l’artista pop Robert Rauschenberg.
Una de les seues obres, de la sèrie «El rei pintor», forma part de la col·lecció permanent del Museu d’Art Contemporani de Vilafamés.

### Exposicions

#### Individuals
- Museu d’Art de la Vila de Pego
- Casa de Cultura de Paterna
- Galeria Amparo Godoy (Castelló de la Plana)
- Galeria Tabula (Xàtiva)[1]

#### Col·lectives destacades
- «57 artistes i un País». Art seriat al País Valencià (itinerant)
- «Perspectiva 80», Museu de Belles Arts de València
- Galeria Amadís (Madrid)
- Casa de Cultura d’Alcoi
- Fundació Hanax (València)[1]

#### Guardons
- Menció especial, segon premi i tercer premi en diferents edicions del Certamen Nacional de Pintura Vila de Pego
- Finalista del Premi Senyera de Pintura (Ajuntament de València)
- Premis en concursos nacionals de pintura de Cullera, Algemesí, Alfafar, Novelda i Burjassot
- Premi del Concurs de Projectes de Murals i Escultures per al Metro de València (Generalitat Valenciana)[3]